# The Little Prince (Lost)
"The Little Prince" es el cuarto episodio de la quinta temporada de la serie de televisión Lost, de la cadena ABC. Brian K. Vaughan y Melinda Hsu Taylor fueron los encargados de elaborar el guion, mientras que Stephen Williams se ocupó de la dirección. Fue emitido el 4 de febrero de 2009 en Estados Unidos y Canadá.

## Trama
Este episodio comienza con un flashback de Kate (Evangeline Lilly) y Jack (Matthew Fox) en el barco de Penny Widmore (Sonya Walger), tras ser rescatados en enero de 2005. Kate convence Jack de decir a su regreso que Aaron, el bebé de Claire Littleton, es hijo de Kate.
Luego, ya en 2007, Kate deja a Aaron al cuidado de Sun (Yunjin Kim) para encontrarse con el abogado Dan Norton (Tom Irwin), quien insiste en hacerle un test de maternidad a Kate y a Aaron. Norton le dice a Kate que va a encontrarse con su cliente más tarde y ella decide seguirlo. Mientras tanto, Ben (Michael Emerson) se encuentra con Jack y Sayid (Naveen Andrews) en el hospital. Un hombre que aparentaba ser un enfermero ataca a Sayid y éste logra defenderse y matarlo, además de encontrarle un bolsillo un papel con una dirección, que Jack identifica como la de Kate, lo cual les hace sospechar que ella será la próxima víctima. Jack va con Kate tras Norton, mientras Sayid va con Ben a la cárcel donde Hugo "Hurley" Reyes (Jorge Garcia) está detenido.
Norton entra en un motel donde se encuentra con Carole (Susan Duerden), la madre de Claire. Jack habla con ella cuando el abogado se va, pero se da cuenta de que ella está en Los Ángeles sólo para demandar a Oceanic Airlines y no tiene ni idea del examen de maternidad. En la cárcel, Ben se encuentra con Norton, quien también resulta ser el abogado de Hugo, y le anuncia a su cliente, Ben, que ha logrado que Hugo quede libre la mañana siguiente. Ben y Sayid se reúnen con Jack y Kate y ella sospecha que es Ben quien ha solicitado el examen de maternidad, mientras Sun, armada de una pistola, observa la conversación desde el automóvil en donde cuida de Aaron.
En la isla, tras otro salto en el tiempo, Charlotte (Rebecca Mader), al principio aun inconsciente, despierta. Faraday (Jeremy Davies), Miles (Ken Leung), Locke (Terry O'Quinn), Sawyer (Josh Holloway) y Juliet (Elizabeth Mitchell) se dirigen a la Estación Orquídea, donde Locke cree que puede encontrar una manera de salir de la isla. El salto en el tiempo los ha llevado al 1 de noviembre de 2004, el día del nacimiento de Aaron, evento que Sawyer, totalmente sorprendido, observa sin pestañear. Más tarde le cuenta confidencialmente a Juliet que vio el parto. También es el día del fallecimiento de Boone Carlyle pero Locke consigue que sus compañeros no vean lo ocurrido.
Otro salto en el tiempo los lleva más adelante. Encuentran una canoa para tratar de ir al otro lado de la isla, a La Orquídea. Son atacados por Los Otros y en otro salto en el tiempo llegan a 1988 donde les sorprende una tormenta y deciden volver a la costa de nuevo y allí descubren los restos de un naufragio reciente. Esos restos corresponden a los del grupo de una joven Danielle Rousseau (Melissa Farman) cuando, tras naufragar en medio de una tormenta con su equipo de investigación, se estrellan contra la isla. El equipo científico encabezado por Montand (Marc Menard) encuentra a Jin (Daniel Dae Kim) quien, inconsciente y flotando sobre un pedazo de tabla, es recogido por los científicos. El grupo de científicos interroga a Jin cuando despierta, y éste reconoce a Danielle.